# Iron Man (відеогра)
Iron Man — відеогра, заснована на однойменному фільмі та видана Sega. Випущена 2 травня 2008 року для платформ PlayStation 3, Xbox 360 (розроблена Secret Level), PlayStation 2, PlayStation Portable, Nintendo DS, Wii, Microsoft Windows (розроблена Artificial Mind і Movement) і мобільних телефонів.

## Ігровий процес
Гравець керує Тоні Старком в костюмі Залізної Людини, який бореться з противниками і розвиває свій костюм. З озброєння доступні лазери, кулемет, самонавідні ракети і броньовані кулаки. Вмонтовані у костюм реактивні двигуни дозволяють літати, деякі місії розроблені спеціально під польоти. В разі загибелі Залізної людини починається міні-гра з повернення її до життя.
У версії для ПК нові деталі костюма відкриваються залежно від частоти використання певного виду зброї. На консолях — купуються за отримані після виконання місій кошти. Енергію можливо спрямовувати на двигуни, саму броню чи зброю.

## Сюжет
Події гри в загальному повторюють події фільму і складаються з 12-и місій. Тоні Старка, всесвітньо відомого винахідника і власника компанії-виробника зброї Stark Industries, викрадають теорористи, щоб змусити його створити кілька ракет для власних потреб. В полоні Старк майструє з підручних матеріалів обладунки, з допомогою яких тікає. Повернувшись додому, Старк береться знищити озброєння Stark Industries, яке досі може бути використане для теорору.

## Оцінки і відгуки
| Видання      | Оцінка |
| ------------ | ------ |
| Game Players | 0,5/5  |

Версії для Windows, Nintendo DS, Wii, PS2 і PSP отримали в більшості негативні відгуки і низькі оцінки. З основних недоліків відзначалися бідний та повторююваний ігровий процес, низька якість графіки і погане управління. Разом з тим для PS2 відгуки були дещо більш позитивними, оскільки консоль не могла відтворювати графіку високої якості.
Версія для Xbox 360 отримала посередні сукупні оцінки в 48% на агрегаторі GameRankings та Metacritic, і для PS3 — 44%. IGN оцінили гру в 3.8 бали з 10. GameSpot її було названо «найгіршою грою, в яку доводилося грати».